# Wietrzychowo (przystanek kolejowy)
Wietrzychowo – przystanek kolejowy w Wietrzychowie, w województwie warmińsko-mazurskim, w Polsce. Przystanek był budowany w ramach zadania „Budowa nowego przystanku Wietrzychowo na linii kolejowej nr 216”, realizowanego w ramach projektu „Rządowy program budowy lub modernizacji przystanków kolejowych na lata 2021–2025”, a jego otwarcie planowano w grudniu 2022 roku, jednak otwarcie nastąpiło 12 marca 2023 roku.